# Francisco Narcizio
Francisco Narcizio (18 juli 1971) is een voormalig Braziliaans voetballer.

## Carrière
Francisco Narcizio speelde in 1996 voor Cerezo Osaka.

## Statistieken
| Japan   | Japan        | Japan       | League | League | Emperor's Cup | Emperor's Cup | J-League Cup | J-League Cup | Totaal | Totaal |
| Seizoen | Club         | League      | Wed.   | Goals  | Wed.          | Goals         | Wed.         | Goals        | Wed.   | Goals  |
| ------- | ------------ | ----------- | ------ | ------ | ------------- | ------------- | ------------ | ------------ | ------ | ------ |
| 1996    | Cerezo Osaka | J. League 1 | 12     | 5      | 0             | 0             | 8            | 2            | 20     | 7      |
| Totaal  | Totaal       | Totaal      | 12     | 5      | 0             | 0             | 8            | 2            | 20     | 7      |